# ガンダムエピオン
ガンダムエピオン (GUNDAM EPYON) は、1995年 - 1996年に放送されたテレビアニメ『新機動戦記ガンダムW』を初出とする架空の兵器。有人操縦式の人型ロボット兵器「モビルスーツ」 (MS) のひとつ。
敵勢力である軍事秘密結社「OZ（オズ）」の一派閥によって開発された格闘戦用ガンダムタイプMSで、双頭の竜（ワイバーン）を模したモビルアーマー (MA) 形態に変形する。機体名の「エピオン」はギリシア語で「次の」「次世代の」という意味をもつ。劇中では主人公「ヒイロ・ユイ」が最初に搭乗するが、紆余曲折を経てライバル役の「ゼクス・マーキス」が搭乗していたウイングガンダムゼロ（ウイングゼロ）と交換され、作品最後の敵としてヒイロのウイングゼロと決戦を繰り広げる。
メカニックデザインは大河原邦男が担当。漫画『新機動戦記ガンダムW Endless Waltz 敗者たちの栄光（敗栄）』、小説『新機動戦記ガンダムW Frozen Teardrop(FT)』では、カトキハジメによってリファインされたEndless Waltz (EW) 版デザインで登場する（詳細は後述）。
本記事では、ゲーム「SDガンダム GGENERATIONシリーズ」に登場する兄弟機ガンダムアクエリアスの解説も記述する。

## 機体解説
OZ総帥の座を追われ失脚したトレーズ・クシュリナーダが、トールギスとオペレーション・メテオに投入された5機のガンダムのデータをもとに極秘開発させていたMS。
トレーズ本人の騎士や軍人としての信念を結実させた機体であり、「人類は闘ってこそ意義がある」というトレーズの美学、とりわけ格闘戦に美しさを見出していたトレーズの意向が色濃く反映されているため、接近戦用以外の武装をもたない。2種類の格闘兵装と高い機動性を駆使し、拠点制圧も可能としている。
胸部にはカメラアイで補足しきれない情報を収集するためのサーチアイ、脇腹部には姿勢制御能力を強化するためのサイドスラスターが設置されている。また、胸部のエアダクトは装甲一体式となっており、防御力を落とすことなく排熱が可能となっている。スラスターはウイングゼロと同等の出力を発揮する。

### Endless Waltz版
OVAおよび劇場版『新機動戦記ガンダムW Endless Waltz』では、カトキハジメによって主人公たちのガンダムのデザインが一新されたが、『EW』で未登場のエピオンのみは、『敗栄』『FT』が発表されるまでの14年間リファインが行われていなかった。リファイン後の大まかなシルエットや配色はテレビ版から大きく変化していないが、翼（エピオンウイング）の展開ギミックが新たに設定されるなど、各部にカトキ独自のアレンジが加えられている。
『FT』ではゼクス搭乗機が改良されて登場するほか、プリベンターの火星支局にて、一部仕様変更を加えた上で再製造された「エピオンパイ」（後述）が登場する。

### ゼロシステム(エピオンシステム)
ウイングガンダムゼロと同質の特殊な操縦インターフェイス。ウイングゼロと同じく「ゼロシステム」と呼称する資料と、「エピオンシステム」と呼称する資料があるが、作中ではトレーズが同質のインターフェイスであると語る。
トレーズは「敵」を見失うヒイロ・ユイに道標としてこのエピオンを託すが、「その機体に乗って勝者になってはならない」と忠告する。なお、本機では情報伝達をよりダイレクトに行うため、搭乗時はシステムや各部センサーと直結した専用のデータヘルメットを着用する。このため、コックピット内部は他の機体に比べモニターやコンソール類が極端に少ない。

### 巡行形態(MA形態)
外見や内装機器の配置を組み換えることでエネルギー効率を向上させ、長時間の巡航を可能とする形態、超高速戦闘のための形態ではなく、あくまで巡行のための形態でありメインスラスターを防ぐ形になるため高速性は形状変化を考慮しても変化がないとした説明が確認できる。また、宇宙巡行形態であり、外観は二つの頭を持つ竜を想起させるもので、同形態の高速性能はウイングガンダムゼロのネオバード形態を上回るとした資料もみられる。爪先部には「MAアイ」を備えている。MSにバード形態を盛り込むガンダムのコンセプトに影響を受けており、MA形態はワイバーンの機構を取り入れている。
変形後の姿を「モビルアーマー形態」と呼称する資料と「バード形態」と呼称する資料が存在する。EW版ではテレビ版の変形方法をほぼ踏襲しているが、両爪先に牙を持つ口のような開閉構造が追加されており「ワイバーン形態」という呼称で呼ばれている。テレビシリーズの小説版においてはMA形態は省略されている。

### 武装
ビームソード
右腰にマウントされた大型ビームサーベル。従来機で採用されているサーベルの柄にエネルギーを充電する方式ではなく、柄尻と右腰エネルギーサプライヤーに接続されたケーブルを介し、機体のジェネレーターから直接エネルギーを供給する。これによって形成するビーム刃は非常に大きくなるため、ビームソードと称される。ソード基部にはビームを固定するためのカバーが設置されている。
バルジ攻防戦では、刀身が宇宙要塞バルジの中央司令部まで届くほどの最大出力モードで振り下ろし、バルジを一刀両断する。
エピオンシールド
左腕のガンダニュウム合金製シールド。小型だが格闘時の取り回しに優れる。表面に施された特殊コーティングによって、ビーム兵器に対しても高い防御力を発揮する。
EW版では、MA形態時の取り付け位置が大腿側からフロントスカート側に変更されている。後述のシュトゥルム・ウント・ドラング装備時はリアスカート側に装着され、裏面に設置されたサプライヤーから各武装にエネルギーを有線供給する。
ヒートロッド
エピオンシールド先端に接続された鞭状の武器。使用時は表面が灼熱化し、敵装甲を熔断する。延伸距離は数十メートルに及び、敵機を捕縛する事も可能。資料によっては一撃でリーオー3機を撃破する威力を有するが、パイロットに技量を要求する装備でもあると説明されるが、アニメ本編では一振りでビルゴ2、3機を破壊する。
本放送当時の設定画稿ではヒートロッドを収納したものは見られないが、後年の書籍類では不使用時に先端を残して収納したように描かれたシールドも存在する、この機能は、同じくトレーズが製造させたトールギスIIIのヒートロッドにも採用されている。
エピオンクロー
両前腕のクロー。敵機を切り裂く攻撃に使用可能なほか、MA形態のランディングギアとしても機能する。
EW版ではより腕と一体化したデザインとなり、MA形態時に大きく展開する方式に変更されている。
シュトゥルム・ウント・ドラング
『敗栄』に登場。ホワイトファング所属時にトレーズからゼクスに贈られた追加兵装。背部のエピオンウイングに似た形状で、左右の前腕に装着される。メリクリウスのプラネイト・ディフェンサーの技術が応用されており、ツインバスターライフルの最大出力射撃をも遮断する防御形態「ディフェンサー・モード」と、ビームソード基部の左右に装着することで巨大なビーム刃を形成する攻撃形態「ツヴァイヘンダー・モード」の二つの形態を使い分ける。装備した状態での変形も可能。
その他
アニメ最終話（第49話）では、ウイングゼロに向けてバルカン砲らしき武装を使うような描写がある。これをホワイトファングの手で装備された牽制用のバルカンとした資料もみられる。
また、『FT』では脚部（MA形態時の機首部分）に連装ビーム砲が追加されている。
ゲーム『新機動戦記ガンダムW ENDLESS DUEL』では、多数のエネルギー弾を敵機めがけて放つ「スパークウィンド」という技を使用する。火器は用いず、機体の周囲にエネルギー弾を生成している。

### 劇中での活躍
ルクセンブルクの古城にある地下施設に隠されていた本機は、ヒイロに再び戦う意義を見出させるため、トレーズによって託される。トレーズは、エピオンで戦った結果選択すべき未来がなければともにこの世に別れを告げようと提案するが、ゼロシステムに翻弄されルクセンブルク基地で交戦中だったOZのトレーズ派・ロームフェラ派双方のMS、MDを見境なく破壊したヒイロは、自分にはその資格はないと申し出を拒否する。ヒイロはこの機体でサンクキングダム王国防衛戦に参加するが、結局王国は陥落。その後、戦艦ピースミリオンから地球に降下してきたゼクスの乗るウイングゼロと交戦した際にゼロシステムの相互干渉によるエラーで2機とも行動不能になり、機体を降りた二人は互いの機体を交換する。
その後、ゼクスがホワイトファング司令官になったことで組織の象徴となり、バルジ攻防戦を制したのち、ヒイロたちのGチームやトレーズ率いる地球軍と交戦。リーブラ攻防戦では全世界が見守るなか、ヒイロのウイングゼロと激突するが、最後の一合で左腕を斬り落とされ敗北する。ヒイロの言葉に感化されたゼクスは地球へ降下し始めたリーブラのエンジンブロックにビームソードを突き立てて、リーブラの破壊に成功するもゼクスとエピオンは爆炎に飲み込まれる。

### テレビシリーズ以外
ボンボン版ではGチームのガンダム5機とともにツインバスターライフルを強化発射して、リーブラそのものを破壊。
小説版では他のガンダムが戦後は平和の象徴として祀られるなか、本機だけは消息不明のままと説明されたことで締めくくられる。
『敗栄』ではレディ・アンから、ガンダムに関する報告を受けていたトレーズが机の端末で機体の設計データを閲覧する場面が描かれている。
『FT』ではリーブラ攻防戦後にゼクスのスペシャルズ時代からの旧友エルヴ・オネゲルのもとに預けられていた。しかし、エルヴがノイエンハイム・コンツェルンの手の者に暗殺された際に極秘に回収され、ラナグリン共和国のゼクス・マーキス上級特佐の搭乗機となる。この際の機体は、脚部（MA形態時の機首部分）に連装ビーム砲が追加されたほか、ウイングゼロに破壊された左腕部が修復され、同部位のみ銀色となっている。

## ガンダムエピオンパイ
『FT』に登場。オリジナルのエピオンの設計データをもとに、老師・張（張五飛）が独力で完成させた機体。「パイ（中国語の白）」は純白と蒼の機体カラーに由来し、張からはかつての愛機シェンロンガンダム（アルトロンガンダム）と同じ「ナタク」の愛称で呼ばれている。
機体はほぼオリジナルを複製しているが、武装が伸縮機能を持つ右腕の大型クロー「ドラゴンハング」、三叉のビーム刃を形成する槍「ビームトライデント」に変更されている。ドラゴンハングはMA形態時に機体中央に位置し、ちょうど三つ首の龍のような姿となる。ドラゴンハングにはビームカノンとマシンキャノンが内蔵されており、オリジナル機と異なり射撃戦にも対応している。
劇中では、ラグナリン共和国所属のガンダムエピオンと交戦する。張の手によって念入りに整備されており、序盤はゼロシステム未起動の状態で、システム発動状態のオリジナル機を圧倒する。

## ワイバーン
『FT』に登場。搭乗者はカテリナ・ピースクラフト。
ジェイ・ヌル（のちのドクターJ）が製作した機体で、形状はエピオンのモビルアーマー形態に酷似している。ゼロシステムも搭載している。カラーリングは白銀。

## ガンダムアクエリアス
『SDガンダム GGENERATION』シリーズのオリジナルMSで、エピオンの支援を目的に開発された機体。アクエリアスとはみずがめ座を意味する。対MD用の電子戦装備「アンチMDシステム」を搭載している。これは本機から半径10キロメートル以内に存在する全MDにコンピュータウイルスを送信し、機能障害を発生させる。アクエリアスがMDを行動不能に陥れ、エピオンがその間に有人の指揮機を撃破するという戦法が考案されていた。
ジェネレーター出力の大半をシステムの稼働に費やしているため、「本体からのエネルギー供給を必要とするビーム兵器」は使用しない。また、システム自体も大型なため自重が増加しているが、大気圏内飛行が可能なほどの大出力スラスターを搭載しており、エピオンに追従できるだけの機動性は備えている。
この機体は幽閉されたトレーズの支持者によって開発された機体であるが、実戦には一度も参加しない。一説によると、デルマイユ派によって開発者ごと闇に葬られたともいわれる。
『SDガンダム GGENERATION NEO』の放置デモでノインが本機でキャラ・スーン搭乗のR・ジャジャと交戦していた場面がある。